# あま市立篠田小学校
あま市立篠田小学校（あましりつ しのだしょうがっこう）は、愛知県あま市にある公立小学校。

## 概要
- 篠田1-4丁目、篠田（新割（一部）、居島（一部）、東苗田、生膾田（一部）、北長無（一部）、南長無（一部）、虱掛、北苗田、小塚浦、小塚東、小塚、明田、南大門、東分、高畑、小町塚、木田前、鷲之巣、陰島、島原、宮裏、鳥先、上大門、南組、寺前、西苗田、十王堂、寺裏、中分、向島、寺後、三田畑、南分、天神前、辨天、乙柳、三分寺、西出、中深、一之沢、五之坪、長堀、一之条、榊、八原先、稲荷、八原）北苅、小橋方、乙之子が校区であり、公立中学校に進学する場合はあま市立美和中学校に進学する[1] [2]。
- 旧・海部郡美和町の小学校である。

## 沿革
- 1872年（明治5年） - 篠田義校が開校する。桑光寺[注釈 1]を仮校舎とする。後に篠田学校に改称する。
- 1874年（明治7年）6月 - 欽斯学校から郁文学校が分離する。福栄寺[注釈 2]を仮校舎とする。
- 1877年（明治10年）1月 - 篠田学校と郁文学校を統合し、篠田学校となる。
- 1883年（明治16年） - 新校舎が完成し、移転する。
- 1887年（明治20年）4月 - 尋常小学篠田学校に改称する。
- 1889年（明治22年）10月1日 - 篠田村、北苅村、乙之子村、小橋方村が合併し、篠田村が発足する。
- 1891年（明治24年）10月28日 - 濃尾地震により校舎が倒壊する。
- 1892年（明治25年）
  - 7月 - 篠田村立篠田尋常小学校に改称する。
  - 12月 - 校舎を改修する。
- 1900年（明治33年）12月 - 校舎を増築する。
- 1906年（明治39年）7月1日 - 篠田村、蜂須賀村、正則村が合併し、美和村が発足する。
- 1907年（明治40年）2月28日 - 美和村立篠田尋常小学校に改称する。
- 1910年（明治43年）11月4日 - 新校舎が完成する。
- 1923年（大正12年）4月 - 篠田農業補習学校を併設する。
- 1941年（昭和16年）4月1日 - 篠田国民学校に改称する。
- 1947年（昭和22年）4月1日 - 美和村立篠田小学校に改称する。
- 1958年（昭和33年）1月1日 - 美和村が町制施行し美和町となる。同時に美和町立篠田小学校に改称する。
- 1964年（昭和39年）12月16日 - 火災により校舎の一部を焼失する。
- 1965年（昭和40年）9月1日 - 新校舎（鉄筋コンクリート造）が完成する。
- 1975年（昭和50年）6月25日 - プールが完成する。
- 1981年（昭和56年）3月18日 - 体育館が完成する。
- 1986年（昭和61年）4月 - 校区の一部が新設の美和町立東小学校に移る。
- 2010年（平成22年）3月22日 - 七宝町、美和町、甚目寺町が合併し、あま市が発足。同時にあま市立篠田小学校に改称する。

## 交通アクセス
- 名鉄津島線木田駅下車、徒歩約20分。

## 周辺施設
- 愛知県立美和高等学校
- 愛知県立津島東高等学校
- あま市立美和中学校
- あま市立七宝北中学校
- あま市立美和小学校
- あま市立美和東小学校
- 津島市立神守小学校
- 津島市立蛭間小学校
- 篠田保育園
- あま市篠田防災コミュニティセンター
- 十六銀行美和支店
- 岐阜信用金庫美和支店
- 名鉄津島線木田駅